# 穆耶澤爾斯基區

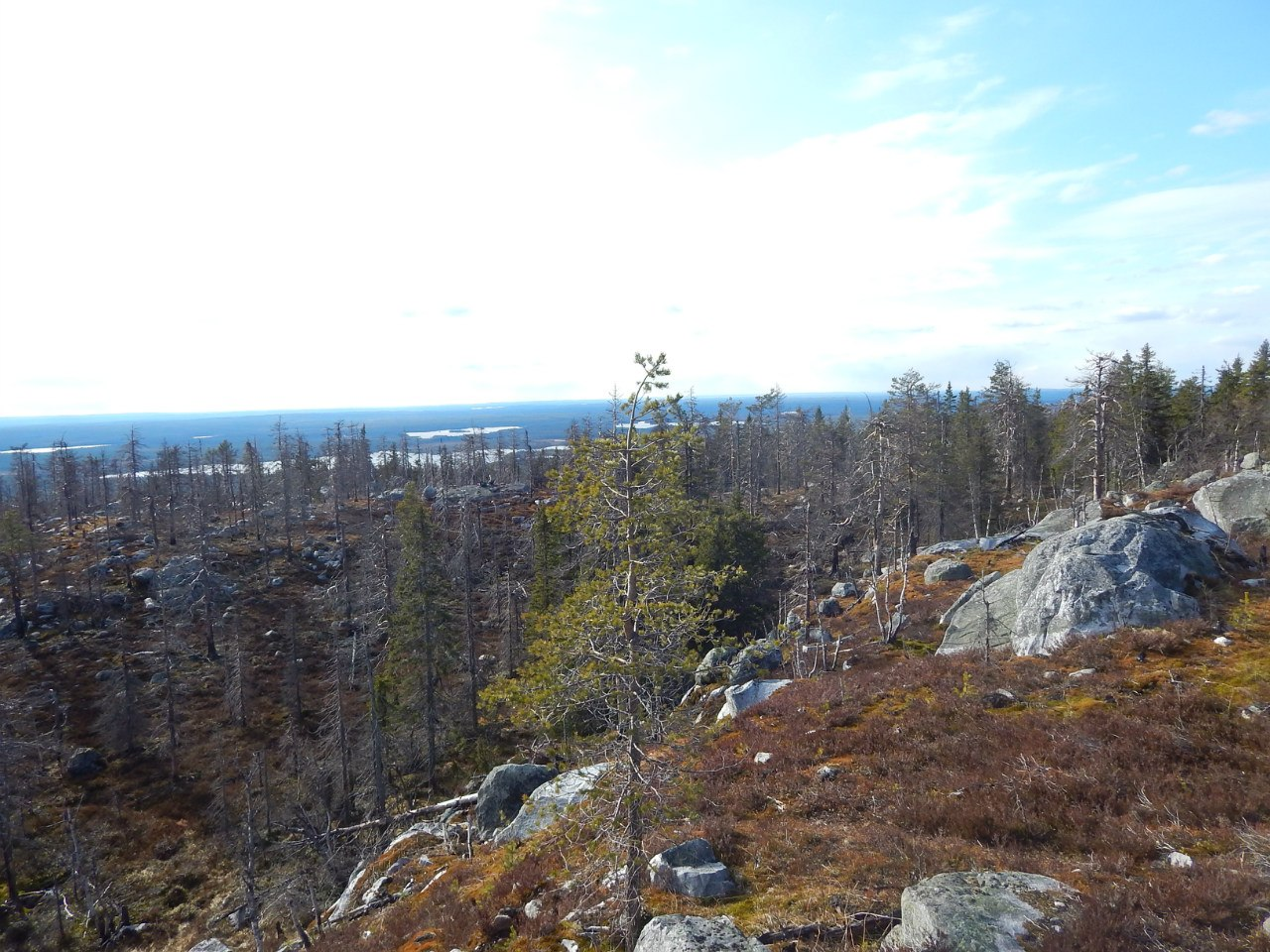

63°57′N 31°59′E / 63.950°N 31.983°E
穆耶澤爾斯基區（俄语：Муезерский район），是俄羅斯的一個區，位於該國西北部，由卡累利阿共和國負責管轄，面積17,600平方公里，2010年人口12,236，人口密度每平方公里0.7人。